# The Kings of Appletown
The Kings of Appletown – film z 2009 roku, w którym w roli głównej grają Dylan i Cole Sprouse. Film  opiera się na przygodach Tomka Sawyera. Film kręcony był w Nowym Braunfels w stanie Teksas. Premiera odbyła się 12 grudnia 2009, ale był on wtedy wyświetlany tylko w kilku miastach, a potem raz w Lincoln Square w Nowym Jorku, 13 kwietnia 2009. Premiera światowa miała miejsce 12 grudnia 2009 roku.

## Obsada
- Cole Sprouse - Clayton
- Dylan Sprouse - Will
- Victoria Justice - Betsy